# Elecciones municipales de 1991 en Santa Fe
Las elecciones municipales de 1991 se celebraron en Santa Fe el domingo, 26 de mayo, de acuerdo con el Real Decreto de convocatoria de elecciones locales en España dispuesto el 1 de abril de 1991 y publicado en el Boletín Oficial del Estado el día 2 de abril. Se eligieron los 17 concejales del pleno del Ayuntamiento de Santa Fe mediante un sistema proporcional con listas cerradas y un umbral electoral del 5%.

## Resultados
El Partido Socialista Obrero Español se alzó con la mayoría absoluta al obtener 12 de los 17 concejales. El Partido Popular repitió los 3 ediles de su antecesora, Alianza Popular. El Centro Democrático y Social e Izquierda Unida obtuvieron ambos un concejal.
| Candidatura     | Candidatura                                | Votos | %                             | Concejales                    |
| --------------- | ------------------------------------------ | ----- | ----------------------------- | ----------------------------- |
|                 | Partido Socialista Obrero Español          | 3819  | 66.38                         | 12                            |
|                 | Partido Popular                            | 1188  | 20.65                         | 3                             |
|                 | Centro Democrático y Social                | 366   | 6.36                          | 1                             |
|                 | Izquierda Unida-Convocatoria por Andalucía | 335   | 5.82                          | 1                             |
| Votos en blanco | Votos en blanco                            | 45    | 0.78                          | -                             |
| Votos válidos   | Votos válidos                              | 5753  | 100                           | 17                            |
| Votos nulos     | Votos nulos                                | 26    | Participación \| \| 65.4 % \| | Participación \| \| 65.4 % \| |
| Votantes        | Votantes                                   | 5779  | Participación \| \| 65.4 % \| | Participación \| \| 65.4 % \| |
| Electores       | Electores                                  | 8836  | Participación \| \| 65.4 % \| | Participación \| \| 65.4 % \| |
|                 | 65.4 %                                     |       |                               |                               |

## Investidura del alcalde
La ley electoral municipal española establece una cláusula que declara que, si ningún candidato a alcalde conseguía reunir una mayoría absoluta de votos de los concejales del pleno en la sesión constitutiva de la nueva corporación para ser elegido para el cargo, el candidato de la mayoría del partido más votado sería automáticamente elegido para este.
Por tanto, y gracias a la mayoría absoluta del PSOE en el consistorio, José Rodríguez Tabasco accedió al cargo de alcalde de Santa Fe.